# Baby Alice
Baby Alice – szwedzki zespół eurodance.

## Dyskografia

### Single
| Rok                            | Tytuł                    | Najwyższe pozycje na listach | Najwyższe pozycje na listach |
| Rok                            | Tytuł                    | FIN                          |                              |
| ------------------------------ | ------------------------ | ---------------------------- | ---------------------------- |
| 2006                           | „Shake It”               | –                            |                              |
| 2007                           | „Mr. DJ”                 | 7                            |                              |
| 2009                           | „Hurricane”              | 17                           |                              |
| 2010                           | „Piña Colada Boy”        | –                            |                              |
| 2011                           | „Heaven Is a Dancefloor” | –                            |                              |
| „–” pozycja nie była notowana. |                          |                              |                              |

### Pozostałe utwory
| Rok  | Tytuł                 | Uwagi                                     |
| ---- | --------------------- | ----------------------------------------- |
| 2008 | „Mambo”               | Wydany na kompilacji Przebojowe lato 2008 |
| 2009 | „Monstertruck”        | –                                         |
| 2009 | „Oldschool”           | –                                         |
| 2012 | „One World” (Preview) | –                                         |
| 2013 | „S.E.X.Y”             | –                                         |

### Teledyski
| Rok  | Tytuł             | Reżyser                   |
| ---- | ----------------- | ------------------------- |
| 2009 | „Monstertruck”    | –                         |
| 2009 | „Hurricane”       | Lasha–Levan Tsikurishvili |
| 2010 | „Piña Colada Boy” | –                         |